# Gino Cecchieri
Gino Cecchieri (17 giugno 1889 – Massa, 14 marzo 1968) è stato un politico e avvocato italiano.

## Biografia
Esponente della Democrazia Cristiana, di professione avvocato, fu sindaco di Massa per tre mandati (1948-1951, 1951-1956, 1956-1957). Fu il sindaco della "ricostruzione" di Massa, che guidò il comune apuano nel difficile periodo postbellico. Profondamente religioso, dopo il suo periodo da sindaco si avvicinò al Terzo ordine francescano.
Il 24 aprile 2021 è stata apposta una targa commemorativa in suo onore sulla facciata della sua abitazione in via Alberica.